# Windworp

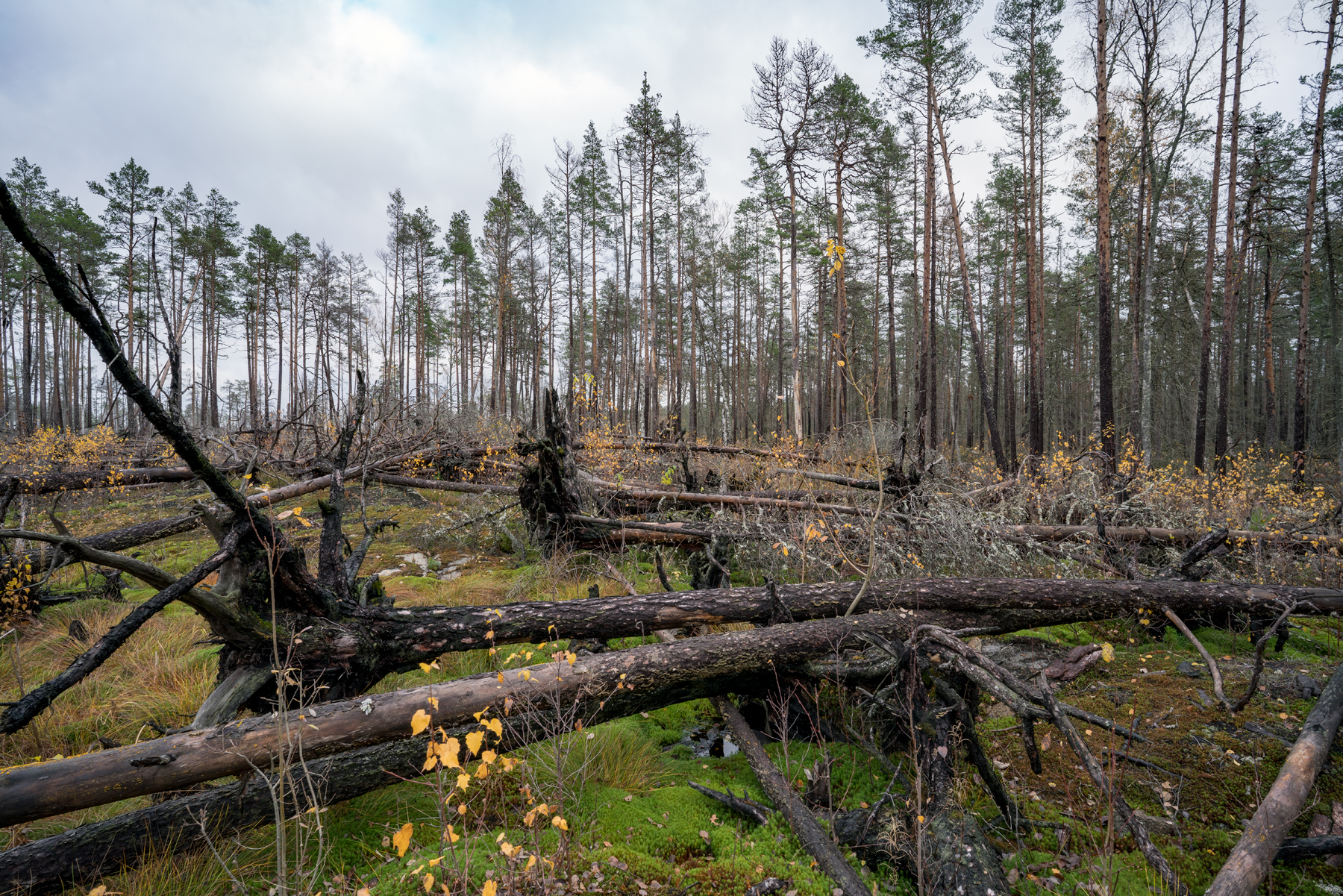
Massale windworp in Zweden

Met windworp wordt het omwaaien van een boom met wortel en al bedoeld. Het verschijnsel wordt doorgaans veroorzaakt doordat boomwortels hun grip en (optimale) stabiliteit in de bodem zijn verloren, waardoor zij niet meer zijn opgewassen tegen harde windvlagen. Het verlies van grip en stabiliteit van boomwortels kan tal van oorzaken hebben, zoals bijvoorbeeld wortelrot, wortelbeschadiging of een onvaste bodem.

## Fotogalerij

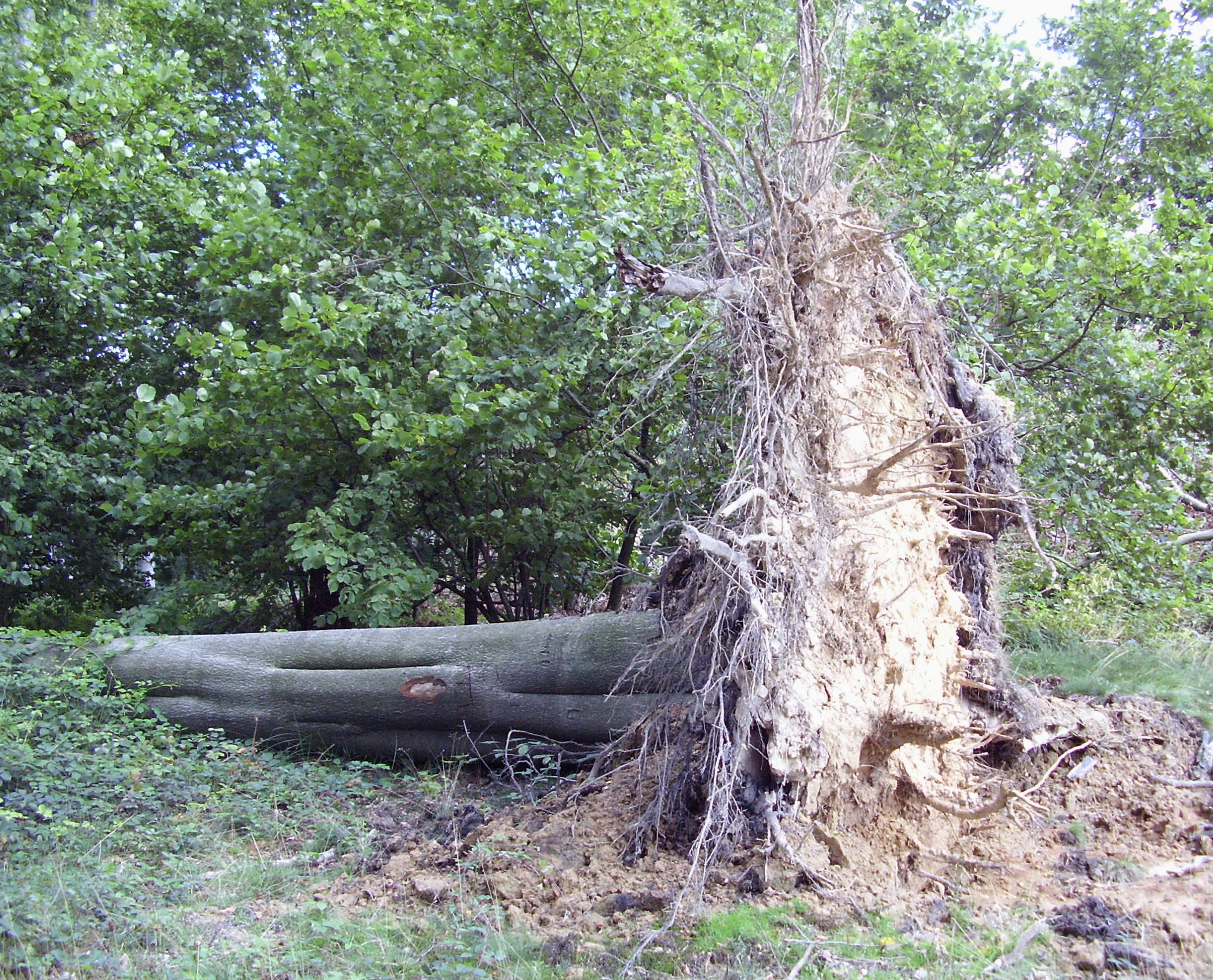
Windworp in het Zoniënwoud
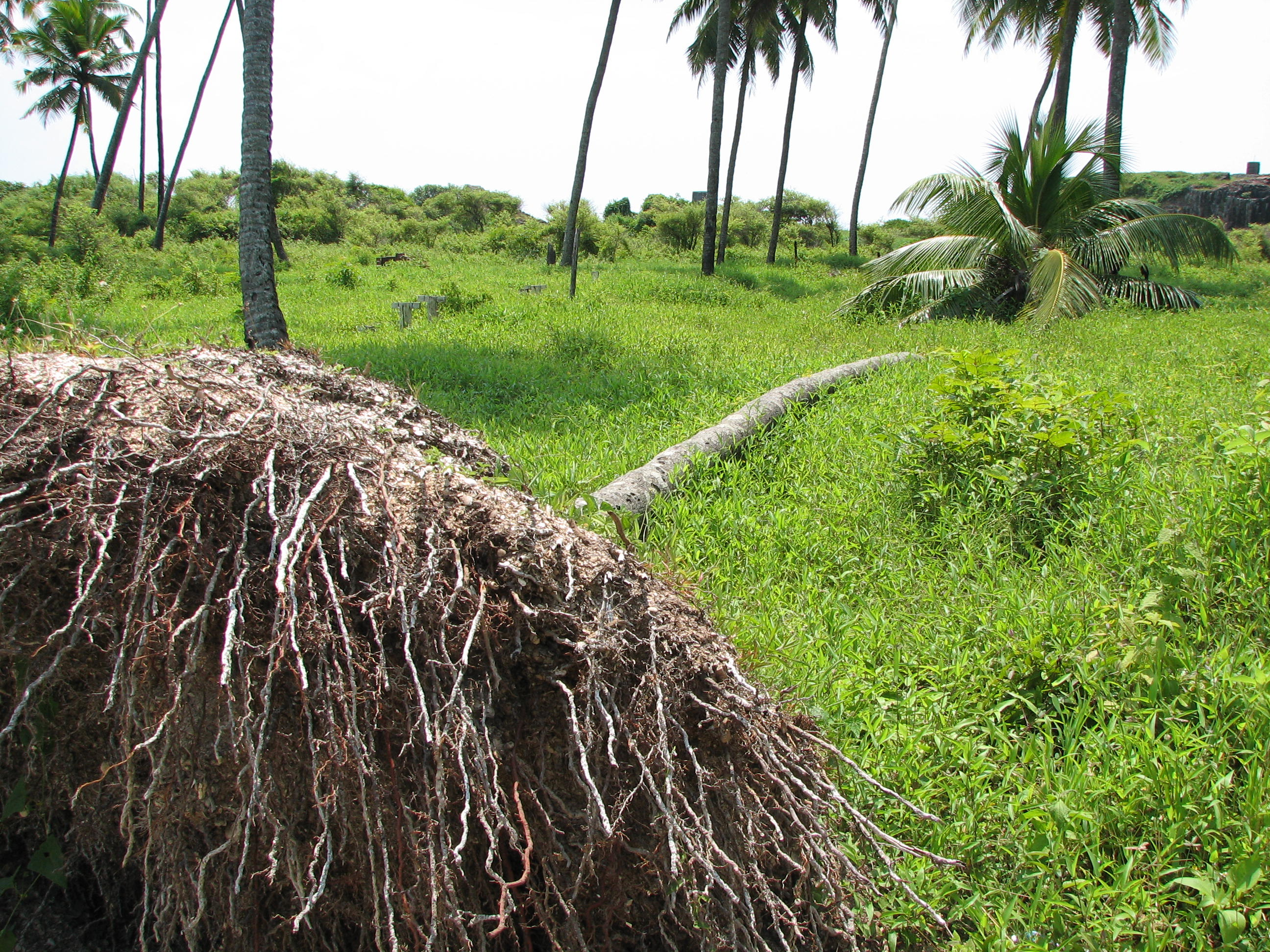
Een door windworp getroffen kokospalm
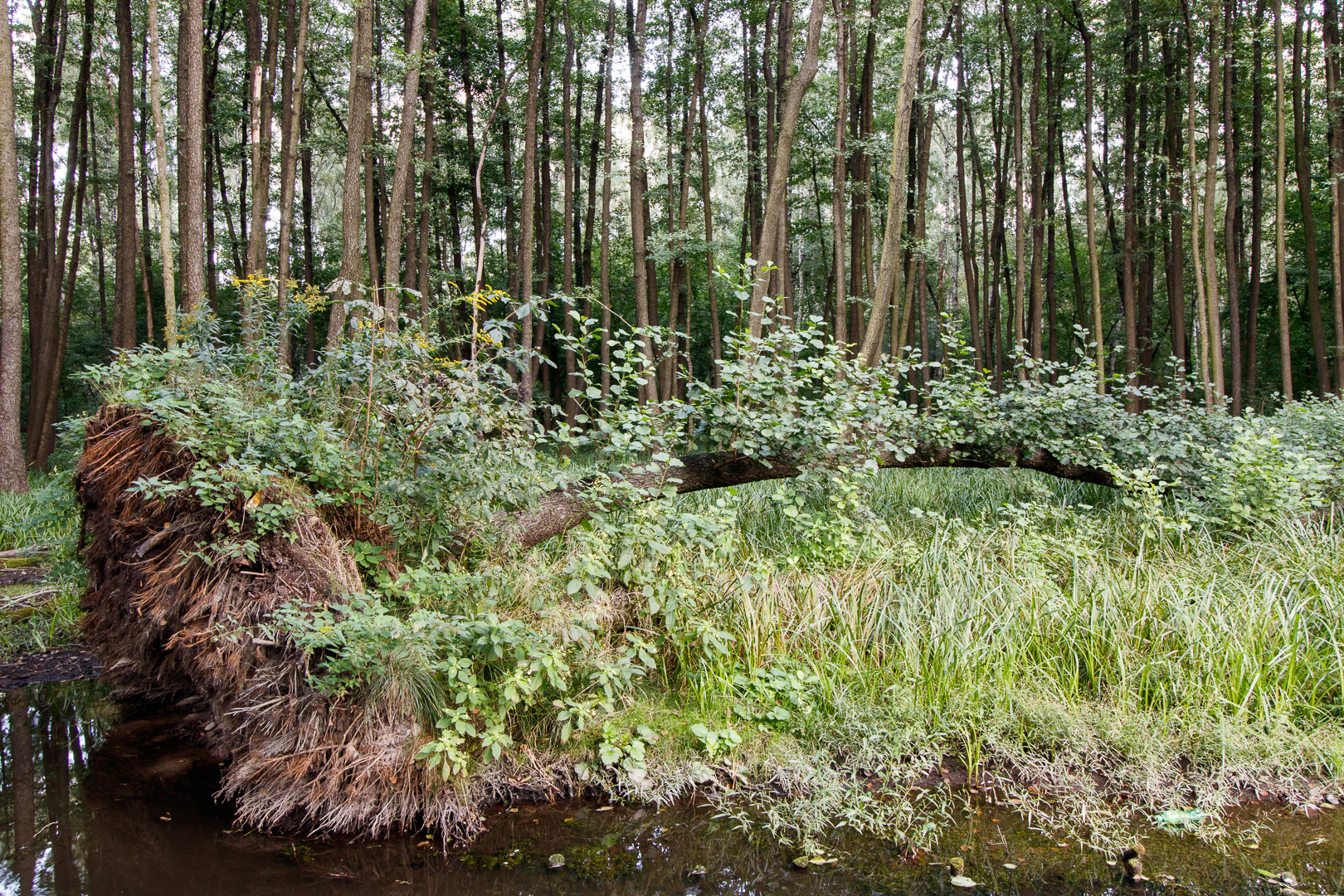
Windworp in een elzenbroekbos
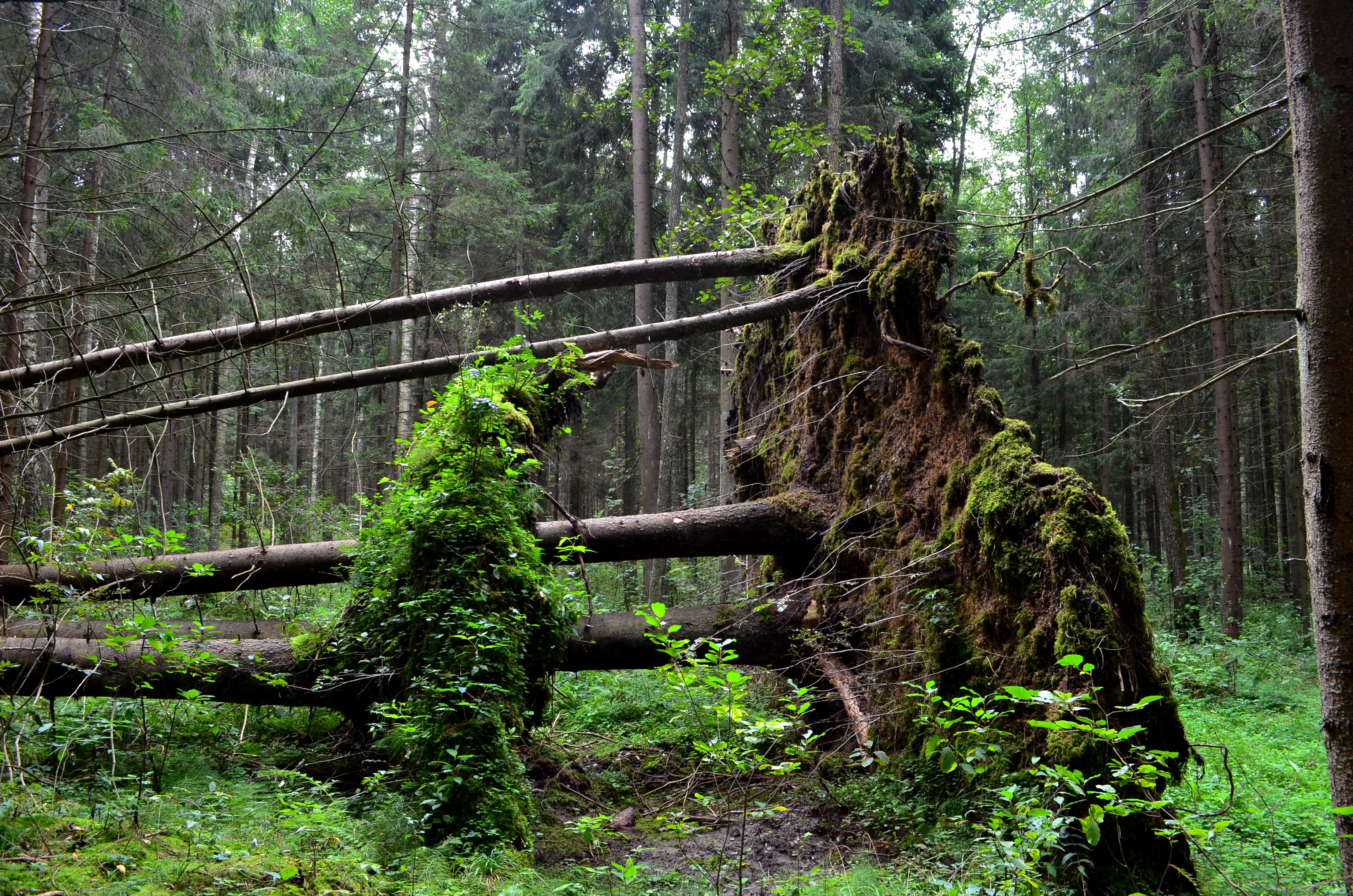
Windworp in een naaldbos